# Gustav Almgren
Pour les articles homonymes, voir Almgren.
Gustav Adolf Almgren (né le 6 novembre 1906 à Vänersborg et mort le 31 août 1936 à Göteborg) est un épéiste suédois.

## Palmarès
- Jeux olympiques d'été
  -  Médaille d'argent à l'épée par équipe en 1936
- Championnats internationaux
  -  Médaille d'argent à l'épée par équipe en 1935